# James W. Cooke

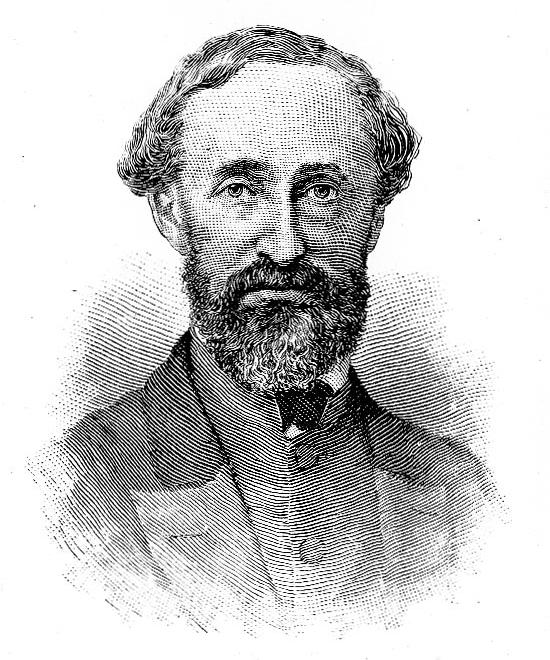
James W. Cooke

James Wallace Cooke (* 23. August 1812 in Beaufort, Carteret, North Carolina; † 21. Juni 1869 in Portsmouth, Virginia) war ein amerikanischer Marine-Offizier, zuletzt im Rang eines Captains der Confederate States Navy im Sezessionskrieg. 

## Leben
Er wurde in North Carolina geboren und trat 1828 in die United States Navy ein. Im Jahr 1861 verließ er im Range eines Leutnants die US-Marine und trat zunächst der Virginia State Navy und bald danach der Marine der Südstaaten bei. Noch im Jahr 1861 erhielt er das Kommando über das kleine Kanonenboot Ellis. Nach einem schweren Gefecht wurde er am 10. Februar 1862 gefangen genommen. Er wurde verwundet und nach seiner Entlassung im Juni 1862 zum Commander befördert. Danach war er mit der Überwachung des Baus des gepanzerten Rammschiffs Albemarle beauftragt. Der Bau konnte nach vielen Schwierigkeiten erst 1864 vollendet werden. Cooke wurde Kommandant des Schiffes. Am 19. April und am 5. Mai hat das Schiff unter seinem Kommando mindestens ein gegnerisches Kanonenboot versenkt und andere beschädigt. Im Juni des Jahres wurde er zum Capitain befördert.